# Amt Seelow-Land
La comunità amministrativa di Seelow-Land (Amt Seelow-Land) si trova nel circondario del Märkisch-Oderland nel Brandeburgo, in Germania.

## Geografia fisica
La comunità confina ad ovest con la città di Müncheberg, a nord con la comunità di Neuhardenberg, ad est con la comunità di Golzow e la città di Seelow (sua sede amministrativa), ed a sud con la comunità di Lebus.

## Società

### Evoluzione demografica
- Sviluppo della popolazione dal 1875 entro gli attuali confini (Linea Blu: Popolazione; Linea puntata: Confronto dello sviluppo della popolazione dello stato del Brandenburgo; Sfondo grigio: Ai tempi del governo nazista; Sfondo rosso: Al tempo del governo comunista)
- Sviluppo recente della popolazione (Linea blu) e previsioni

| Anno | Abitanti |
| ---- | -------- |
| 1875 | 7 695    |
| 1890 | 6 907    |
| 1910 | 6 267    |
| 1925 | 7 211    |
| 1939 | 5 988    |
| 1950 | 8 875    |
| 1964 | 7 138    |

| Anno | Abitanti |
| ---- | -------- |
| 1971 | 6 765    |
| 1981 | 5 718    |
| 1985 | 5 518    |
| 1990 | 5 271    |
| 1995 | 5 548    |
| 2000 | 5 429    |
| 2005 | 5 346    |

| Anno | Abitanti |
| ---- | -------- |
| 2010 | 4 968    |
| 2015 | 4 888    |
| 2016 | 4 790    |
| 2017 | 4 732    |
| 2018 | 4 634    |
| 2019 | 4 588    |
| 2020 | 4 609    |

Fonti dei dati sono nel dettaglio nelle Wikimedia Commons..

## Suddivisione
Comprende 5 comuni:
- Falkenhagen (Mark)
- Fichtenhöhe
- Lietzen
- Lindendorf
- Vierlinden

La sede amministrativa si trova nella città di Seelow, che non fa parte della comunità amministrativa. Il centro maggiore è Vierlinden.